# Pesa Jazz Duo
Der Pesa Jazz Duo, ist ein fünfteiliger, in Niederflurtechnik ausgeführter Straßenbahn-Gelenktriebwagen des Herstellers Pesa aus Bydgoszcz in Polen. Die Straßenbahn Warschau bestellte 50 Fahrzeuge, die als 128N bezeichnet werden; die Straßenbahn Danzig bestellte fünf Fahrzeuge, die als 128NG bezeichnet werden. Die Auslieferung der Warschauer Fahrzeuge begann im Juni 2014; die Auslieferung der Danziger Fahrzeuge begann im November 2014 und wurde im Januar 2015 abgeschlossen.
Der Pesa Jazz Duo ist ein Zweirichtungsfahrzeug, während Pesa mit dem Pesa Jazz des Typs 134N auch ein Einrichtungsfahrzeug anbietet.

## Geschichte

### Warschau

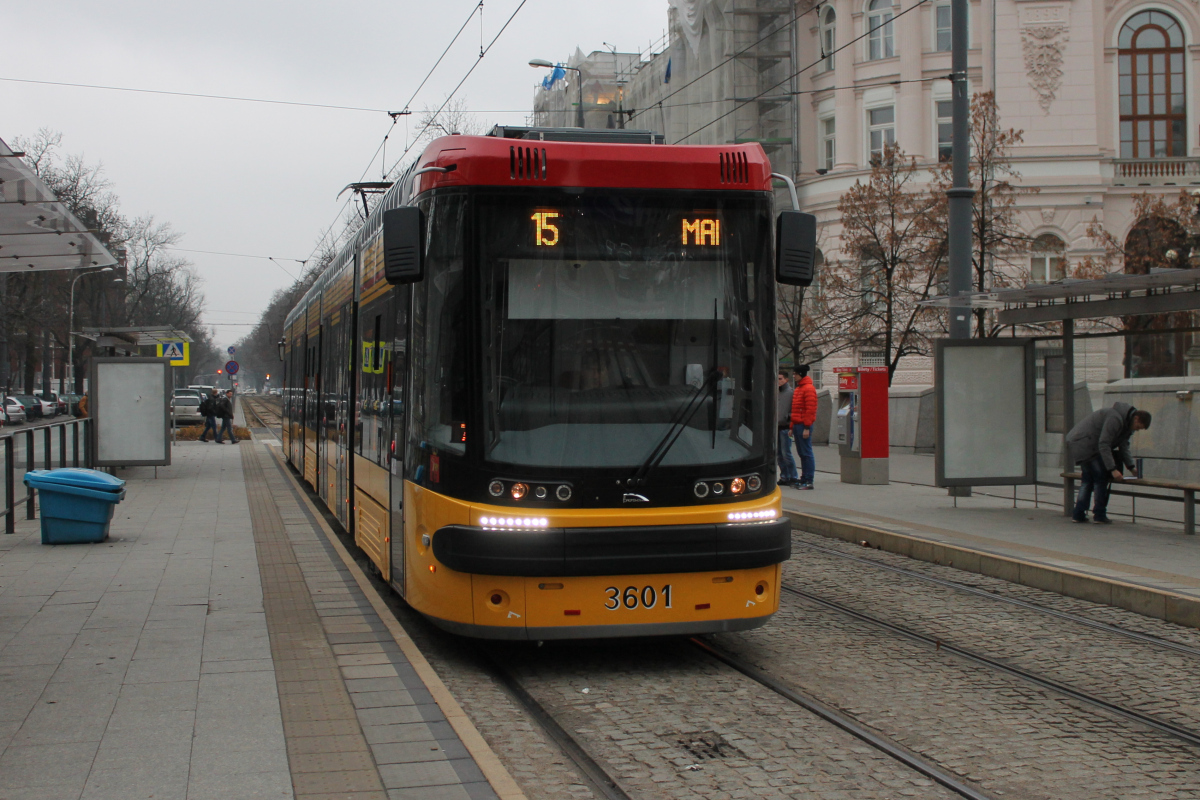
Der Prototyp mit abweichend lackiertem Stoßfänger

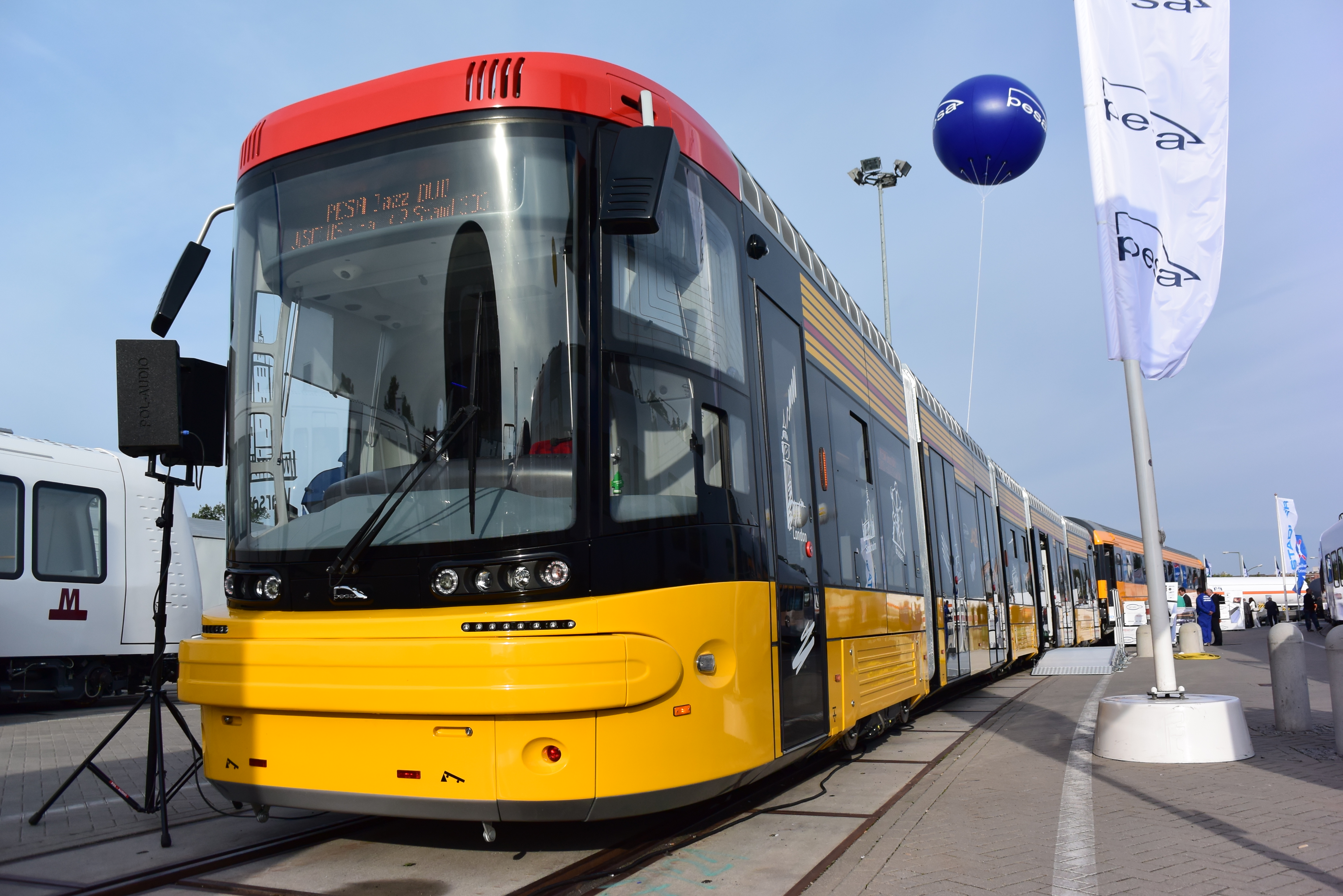
Jazz Duo auf der InnoTrans 2014

Am 1. Juni 2012 veröffentlichte die Betreibergesellschaft Tramwaje Warszawskie sp. z. o.o. der Straßenbahn Warschau eine Ausschreibung über 45 Niederflur-Straßenbahnen für Zweirichtungsbetrieb. Daraufhin reichten ab dem 22. November 2012 die Hersteller CAF, Solaris und Pesa Angebote ein. Die Bekanntgabe der Entscheidung für Pesa erfolgte am 28. Januar 2013. Am 21. März 2013 unterzeichneten die Verantwortlichen der Betreibergesellschaft und des Herstellers Pesa in Beisein der Warschauer Oberbürgermeisterin Hanna Gronkiewicz-Waltz in der Wagenhalle des Betriebshofs R-3 Mokotów einen Vertrag zur Lieferung von 45 Fahrzeugen des Typs Pesa 128N. Das Auftragsvolumen betrug 380 Millionen Złoty, ein Teil des Betrags wurde von der Europäischen Union übernommen.
Am 4. Juni 2014 veröffentlichte die Straßenbahn eine weitere Ausschreibung über fünf Zweirichtungsfahrzeuge. Einziger Bewerber war Pesa mit dem bereits im ersten Auftrag bestellten 128N. Folglich erhielt Pesa auch den Zuschlag. Das Auftragsvolumen betrug 47,8 Millionen Złoty und lag damit 4,4 Millionen Złoty über dem ursprünglich eingeplanten Budget. Des Weiteren berechnete Pesa für die fünf Fahrzeuge aus der zweiten Bestellung einen um 1,15 Millionen Złoty höheren Stückpreis als für die 45 Fahrzeuge aus der vorigen Bestellung.
Die Herstellung der Wagenkästen begann im März 2014. Der erste Prototyp erreichte die Stadt Warschau am 30. Juni 2014; die ersten Testfahrten wurden in der Nacht vom 1. auf den 2. Juli 2014 durchgeführt. Im September 2014 wurde ein weiterer 128N auf der Fachmesse InnoTrans in Berlin ausgestellt.
Die Zulassung für den Fahrgastbetrieb wurde am 21. November 2014 erteilt, am gleichen Tag erfolgte der erste Einsatz auf einem Verstärker zur nachmittäglichen Hauptverkehrszeit. Der zweite Zug wurde am 19. Januar 2015, der dritte am 2. Februar 2015 ausgeliefert. Die Serienfahrzeuge unterscheiden sich vom Prototyp in technischen Details und durch eine abweichende Farbgebung: Das Energieverzehrelement an der Front ist nun gelb statt schwarz; die Verkleidung der Dachgeräte ist nun durchgehend rot lackiert.
Am 10. Oktober 2015 ging der 36. Warschauer Jazz Duo in den regulären Betrieb über.

### Danzig

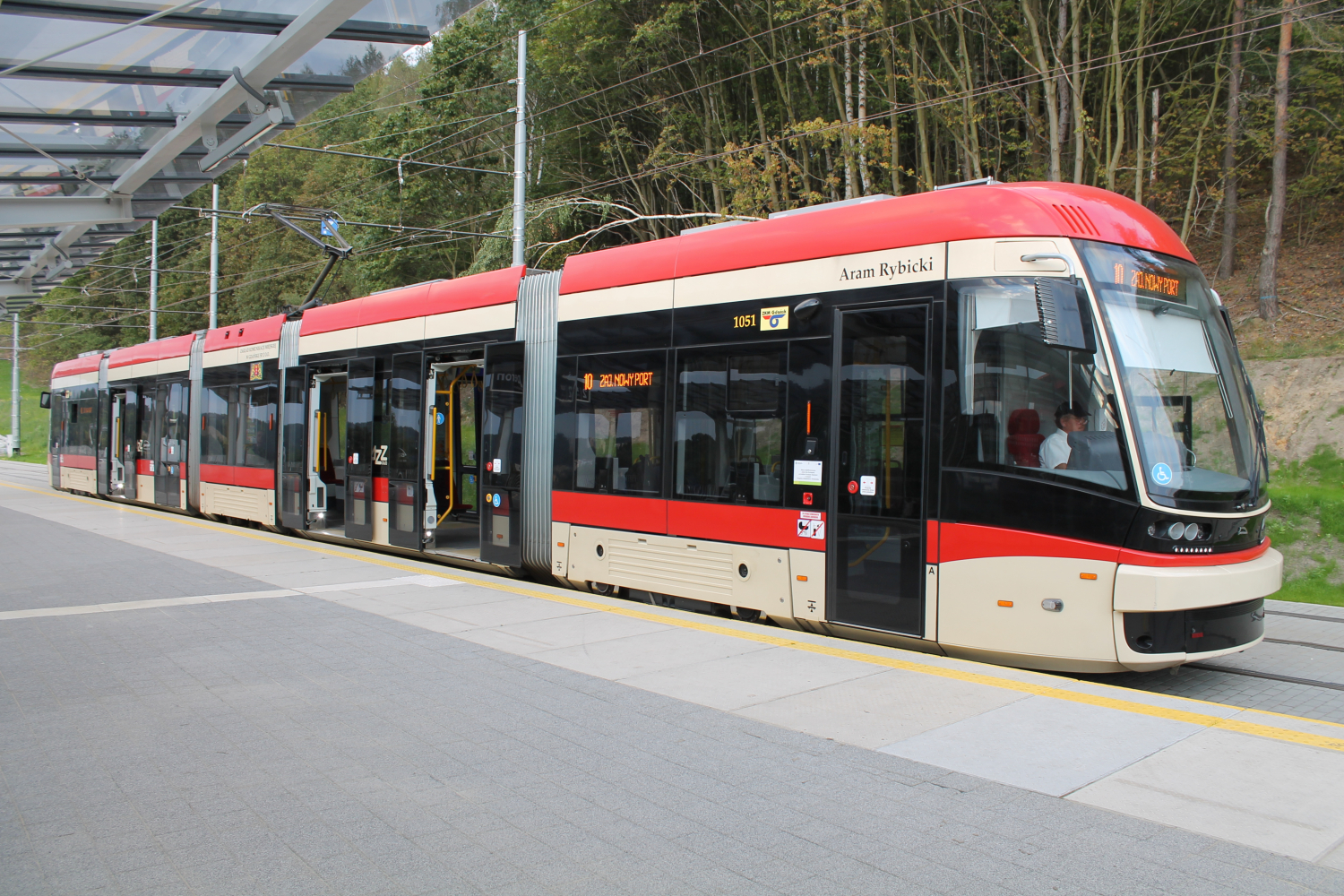
Der erste Danziger Jazz Duo „Aram Rybicki“

Anfang 2014 schrieb die Straßenbahn Danzig eine Bestellung von fünf Zweirichtungsfahrzeugen aus. Einziger Bieter war Pesa, das im Mai 2014 sein Angebot abgab. Das Auftragsvolumen betrug 54 Millionen Złoty, davon entfielen 43 Millionen Złoty auf die Beschaffung der Neufahrzeuge und 11 Millionen Złoty auf einen Wartungsvertrag. Mitte November 2014 erreichte der erste Jazz Duo die Stadt Danzig. Am 30. Januar 2015 waren alle fünf Straßenbahnen ausgeliefert und wurden von Bürgermeister Paweł Adamowicz offiziell in Betrieb genommen. Jede Bahn wurde auf den Namen einer berühmten Persönlichkeit mit Verbindung zur Stadt Danzig getauft, so erhielten Fahrzeuge beispielsweise den Namen von Bürgerrechtler Arkadiusz Rybicki oder von Schriftsteller Willi Drost. Bis Ende 2020 werden fünfzehn Zweirichtungsfahrzeuge geliefert.
Die Danziger Jazz Duo erhielten die Bezeichnung 128NG und unterscheiden sich gegenüber den Warschauer Fahrzeugen insbesondere durch das geänderte, freundlichere Außendesign und das Fehlen des Kondensators.

## Technik und Ausstattung

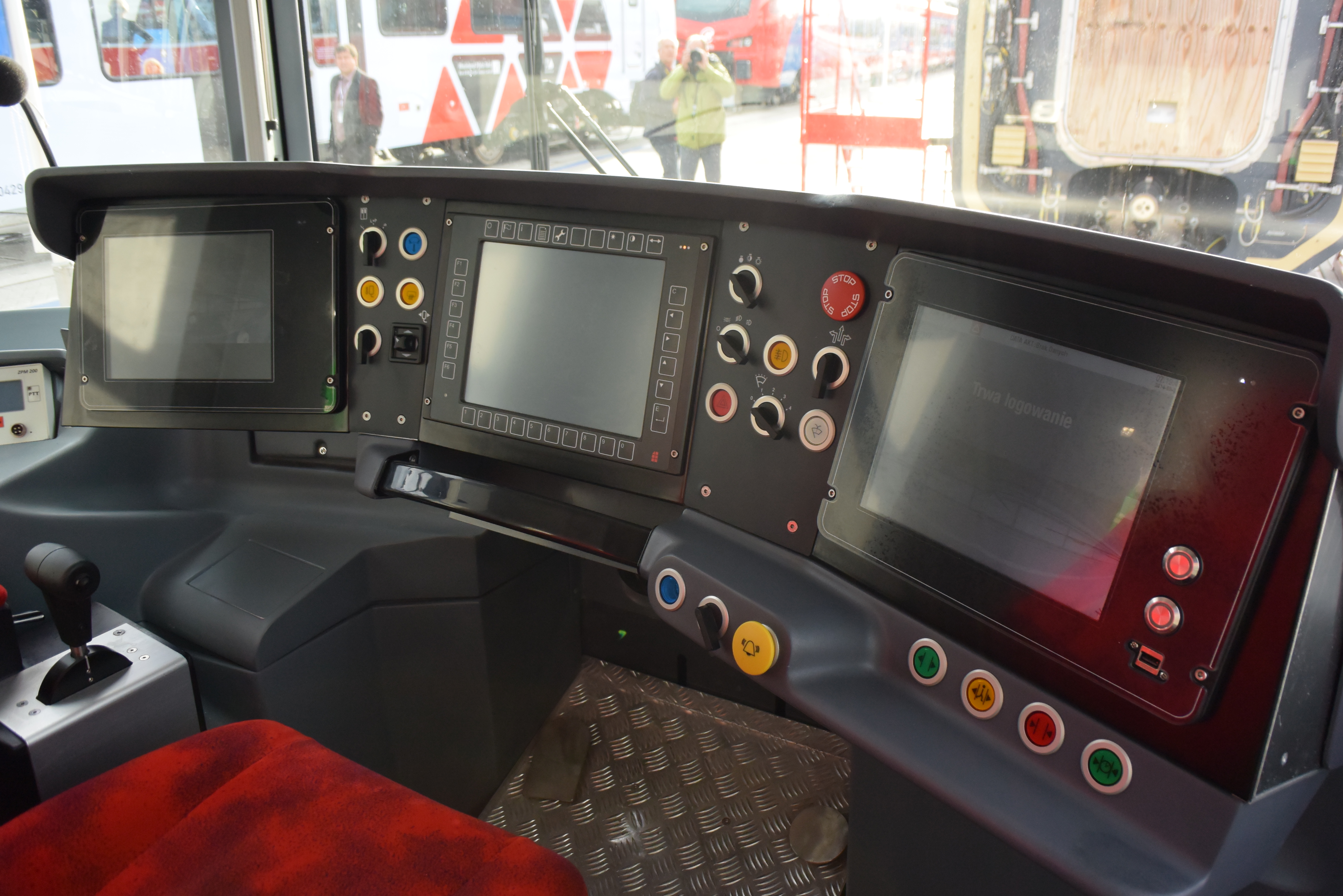
Führerstand eines 128N

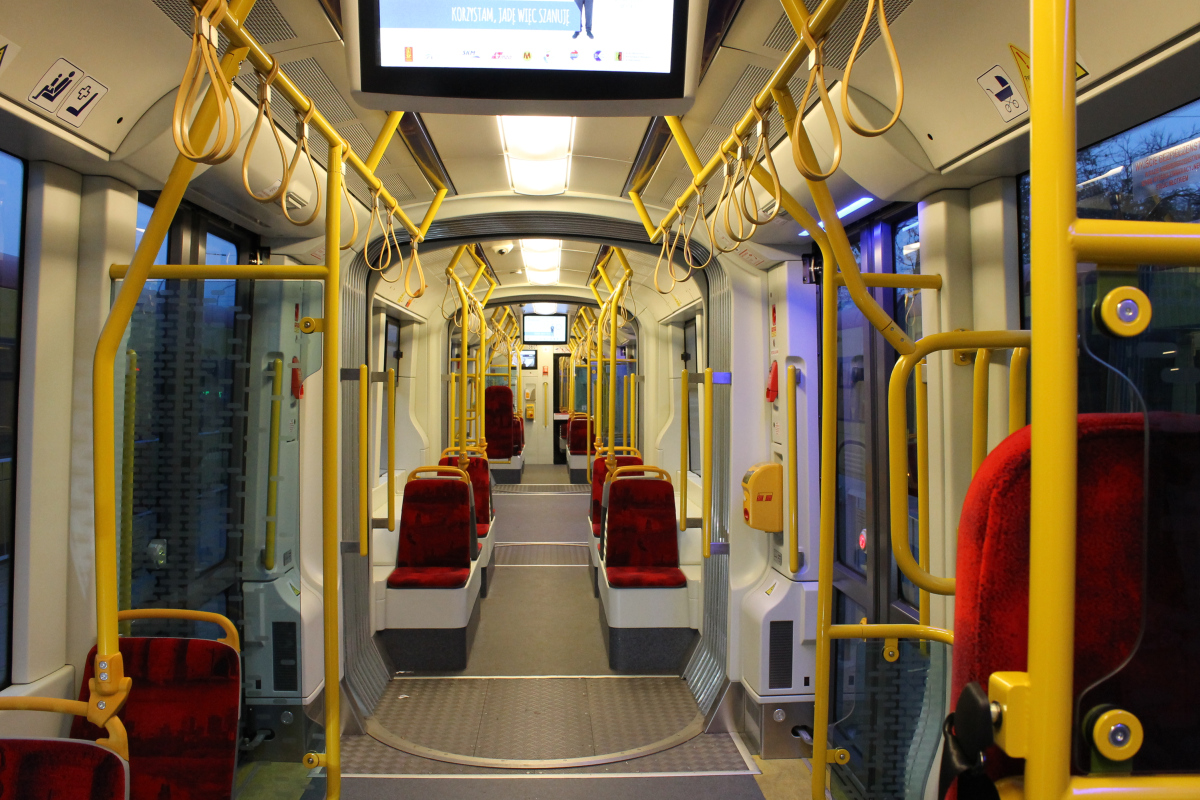
Innenraum des Warschauer Prototyps

Die Fahrmotoren des Jazz Duo treiben jeweils ein einzelnes Rad an, kommen so ohne Radsatzwellen aus und ermöglichen die Fußbodenhöhe von 350 mm, die einen barrierefreien Einstieg gewährleisten soll. Für einen Gelenktriebwagen werden acht Motoren benötigt; zwei der drei Drehgestelle werden angetrieben. Hersteller der Motoren ist das österreichische Unternehmen Traktionssysteme Austria.
Auf jeder Fahrzeugseite befinden sich sechs Einstiegstüren, davon zwei einflügelige Schiebetüren an den Fahrzeugenden und vier doppelflügelige Schiebetüren in den Sänften. Es gibt eine Klimaanlage und ein Fahrgastinformationssystem mit LCD-Monitoren. Die Führerstände sind vom Fahrgastraum abgetrennt; Kernstück des Bedienpults ist ein Computerterminal.
Die Warschauer Fahrzeuge besitzen Superkondensatoren, welche die Energie der Nutzbremse zwischenspeichern können und so eine Energieersparnis von bis zu sieben Prozent erreichen können. Die Masse der Kondensatoren beträgt etwa 500 kg, dennoch ist der Jazz Duo leichter als die Vorgängerbaureihe PESA 120Na. Die in den Kondensatoren gespeicherte elektrische Energie kann außerdem genutzt werden, um im Falle eines Stromausfalls wenige Meter ohne Energiezufuhr zurückzulegen und so kritische Bereiche wie Straßenkreuzungen zu räumen.